# Ann Eleonora Jørgensen

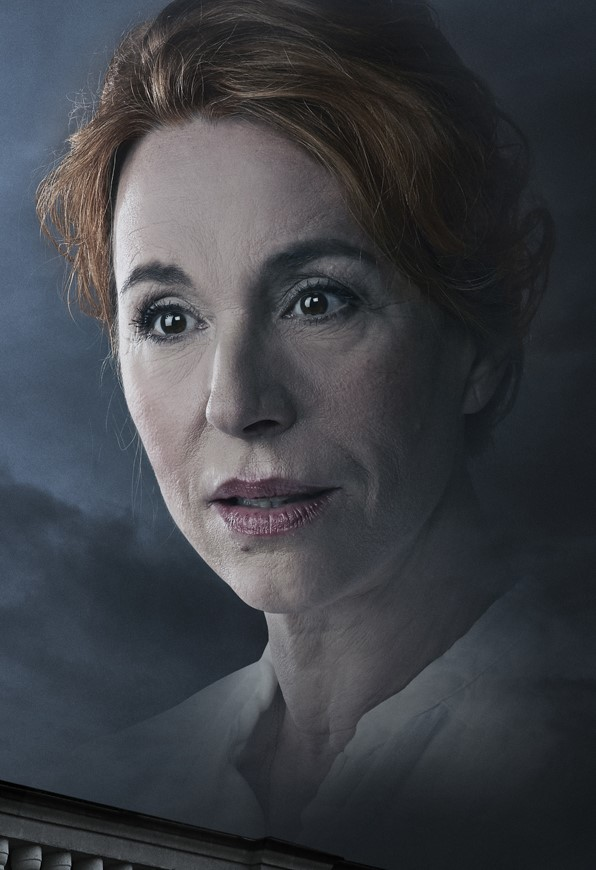
Ann Eleonora Jørgensen (2015)

Ann Eleonora Jørgensen (* 16. Oktober 1965 in Hjørring, Dänemark) ist eine dänische Schauspielerin.

## Leben
Jørgensen studierte an der Dänischen Theaterschule. Seit 1993 ist sie als Schauspielerin für Bühne, Film und Fernsehen tätig. Die erste Hauptrolle hatte sie 1993 in dem Spielfilm Sidste omgang des dänischen Regisseurs Thomas Vinterberg. 2001 wurde sie auf dem Robert-Festival in Kopenhagen mit dem Preis als beste Nebendarstellerin sowie dem European Shooting Star geehrt; 2002 erhielt sie den Lauritzen-Preis, 2004 gewann sie auf dem Internationalen Frauenfestival in Bordeaux den Zuschauerpreis für ihre Rolle in In deinen Händen.
In Deutschland wurde sie durch den Film Italienisch für Anfänger und die Krimiserie Kommissarin Lund – Das Verbrechen (ZDF) bekannt.
Jørgensen war von 1991 bis 1999 mit dem Regisseur Emmett Feigenberg (* 1954) verheiratet. Aus der Ehe gingen ein Sohn und eine Tochter hervor, die Schauspielerin Carla Feigenberg.

## Filmografie (Auswahl)
- 1993: Sidste omgang
- 1996: Slaget på tasken
- 1997–1999: Taxa (Fernsehserie)
- 1998: Wenn Mama nach Hause kommt (Når mor kommer hjem)
- 2000: Italienisch für Anfänger (Italiensk for begyndere)
- 2001: Ein Jackpot für Helene (At klappe med een hånd)
- 2004: In deinen Händen (Forbrydelser)
- 2004: Agata und der Sturm (Agata e la tempesta)
- 2005: Georgisches Liebeslied
- 2008: Fatso – Und wovon träumst du? (Fatso)
- 2008: Kommissarin Lund – Das Verbrechen (Forbrydelsen)
- 2011–2012: Lykke (Fernsehserie, 18 Folgen)
- 2013: Die Spione von Warschau (Spies of Warsaw, Miniserie, eine Folge)
- 2014: Inspector Barnaby (Midsomer Murders), Fernsehserie, Staffel 16, Folge 5: Barnaby muss reisen (The Killings Of Copenhagen)
- 2017–2018: Die Wege des Herrn (Herrens Veje, Fernsehserie, 20 Folgen)
- 2019: Inspector Barnaby (Midsomer Murders), Fernsehserie, Staffel 20, Folge 2: Schmetterlinge sterben früh (Death Of The Small Coppers)
- 2021: Elfen (Fernsehserie)